# Cymbium olla
Cymbium olla és una espècie de mol·lusc gastròpode marí que fa fins a 13 cm de llargada que en la llengua wolof del Senegal s'anomena "yet" i és part del plat més típic del país (tiébou-dienn).
Aquest mol·lusc viu a l'est de l'Atlàntic i del Mediterrani a una fondària de 50 a 100 m, té un peu de mida gran.